# 작은 모음곡

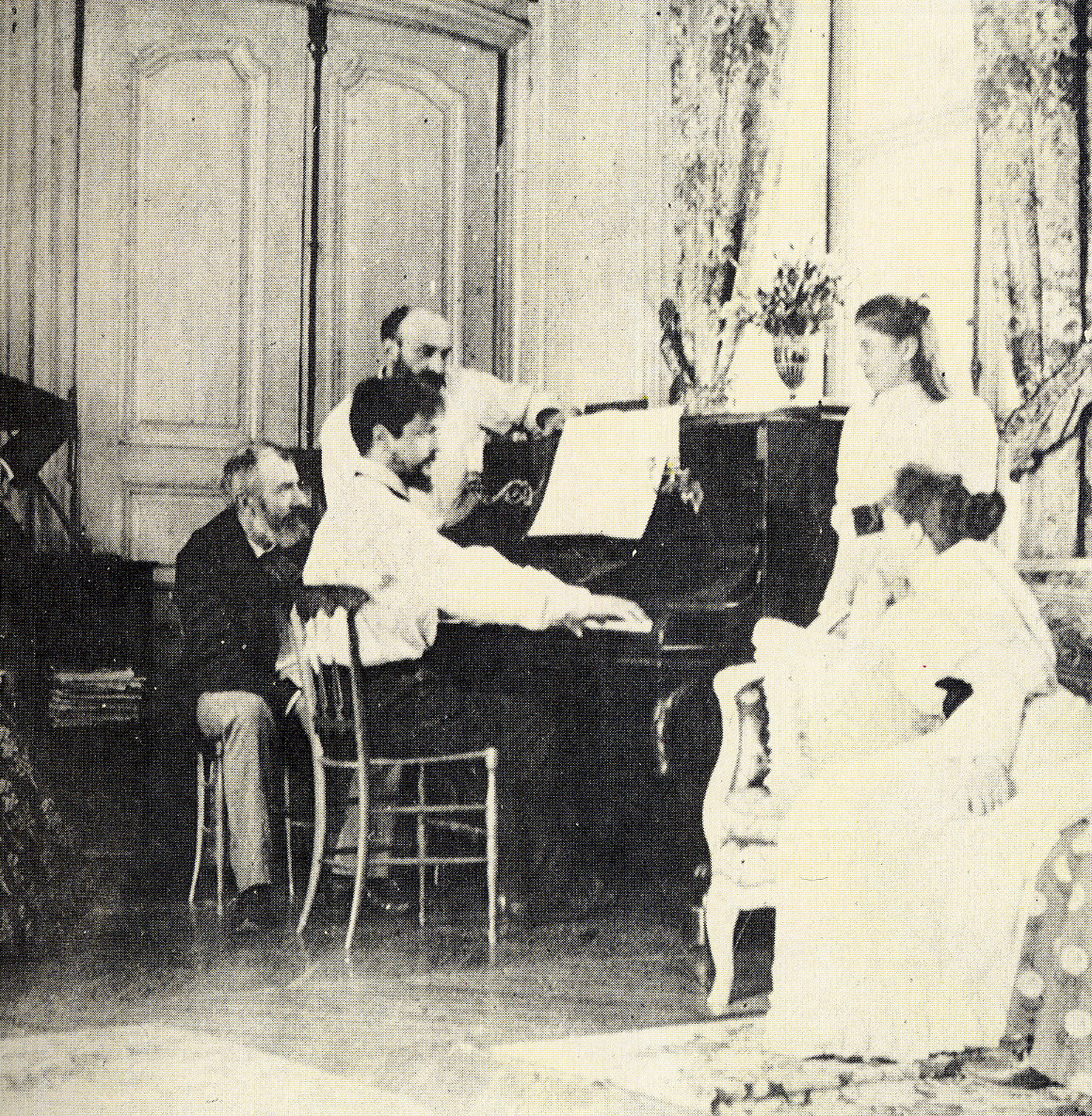

《작은 모음곡》(프랑스어: Petite Suite)은 프랑스의 작곡가 클로드 드뷔시가 작곡한 피아노 연탄곡이다.

## 개요
1886년부터 1889년까지 작곡했다. 1889년 2월 2일에 작곡가의 친구이자 피아니스트, 출판업자인 자크 뒤랑이 초연했으며, 같은 해에 출판되었다. 숙련된 아마추어가 연주하는 것을 염두에 두고 썼기에, 그밖의 드뷔시가 쓴 실험성 작품과 극명한 대조를 이룬다.

## 구성
총 4악장으로 되어있으며, 악장 모두 복합 3부 형식(겹세도막 형식)으로 되어 있다.
| 악장 | 제목                | 빠르기                            | 조성                  |
| ---- | ------------------- | --------------------------------- | --------------------- |
| 1    | 조각배로(En bateau) | 안단티노(Andantino)               | 사장조 라장조(중간부) |
| 2    | 행렬(Cortège)       | 모데라토(Moderato)                | 마장조                |
| 3    | 미뉴에트(Menuet)    | 모데라토(Moderato)                | 사장조 라장조(중간부) |
| 4    | 발레(Ballet)        | 알레그로 지우스토(Allegro giusto) | 라장조 사장조(중간부) |

## 관현악 편곡
작곡가와 같은 대학 동기였던 앙리 뷔세르가 관현악으로 편곡했으며, 악기 편성은 다음과 같다.
- 목관악기: 플루트2(제2플루트는 피콜로를 같이 연주), 오보에2(제2오보에는 잉글리시 호른을 같이 연주), 클라리넷2, 바순2
- 금관악기: 호른2, 트럼펫2
- 타악기: 팀파니, 심벌즈, 탬버린, 트라이앵글
- 현악기: 하프, 현악 5부